# Rose Bertram
Stephanie Rose Bertram, o Stephanie Bertram-Rose, más comúnmente Rose Bertram (26 de octubre de 1994), es una modelo belga.

## Primeros años
Rose nació en Kortrijk; su padre es belga mientras que su madre es de ascendencia portuguesa, angolesa, y senegalesa. Su madre la apuntó a una agencia a la edad de 13 años. Creció en Flandes, la parte de habla neerlandesa de Bélgica, en Deinze.

## Carrera
Bertram fue contratada por la agencia Dominique a los 16 y realizó su primera sesión de fotos con Juergen Teller para Jambox; desde entonces ha aparecido en campañas de H&M, L'Oréal, Hunkemöller, Primark, y Agent Provocateur entre otros. Se mudó a Estados Unidos a los 18, y firmó con la agencia Marilyn.
Ha aparecido en las revistas Oyster y Galore, modelando para varias casas de moda. En 2015 pasó a ser la primera modelo belga que aparecía en Sports Illustrated Swimsuit Issue.

## Vida personal
Bertram vive con el futbolista neerlandés Gregory van der Wiel, a quien conoció a los 17 años. Previamente habían vivido en París; antes de que él fuera transferido al club Fenerbahçe en 2016, y se mudaran a Estambul. La pareja le dio bienvenida a su primer hijo, una niña llamada Naleya Rose van der Wiel el 24 de febrero de 2018 en Toronto.